# حمله موشکی به پایگاه هوایی الشعیرات (۲۰۱۷)
حمله موشکی به پایگاه هوایی شعیرات اشاره به حمله ارتش آمریکا به پایگاه هوایی شعیرات در سوریه دارد. این پایگاه در استان حمص قرار دارد. در طی این حمله ۵۹ موشک تاماهاک به سوی این پایگاه شلیک شد. ارتش آمریکا ادعا می‌کند که این حمله را در پاسخ به حمله شیمیایی ۲۰۱۷ خان شیخون انجام داده است،
گزارش کمیسیون تحقیق سازمان ملل متحد حکومت سوریه را در حمله به شهر خان شیخون با گاز سارین مقصر دانسته است.
این موشک‌ها از روی ۲ ناو آمریکا که در شرق دریای مدیترانه مستقر هستند شلیک شد. ناوهای جنگی یواس‌اس راس و یواس‌اس پورتر مدتی قبل در منطقه پهلو گرفته بودند. دولت آمریکا پیش از حمله نیروهای روسی را از آن آگاه کرده بود و هنگام حمله هیچ نیرو و پرسنل روسی در این پایگاه هوایی نبودند.
شلیک موشک به دستور دونالد ترامپ در پاسخ به حمله شیمیایی ۲۰۱۷ خان شیخون انجام گرفت. این نخستین حمله یکجانبه نظامی ایالات متحده برای هدف قرار دادن حزب بعث دولت سوریه بود.